# Partido Independentista Puertorriqueño

Vlajka 'Partido Independentista Puertorriqueño'

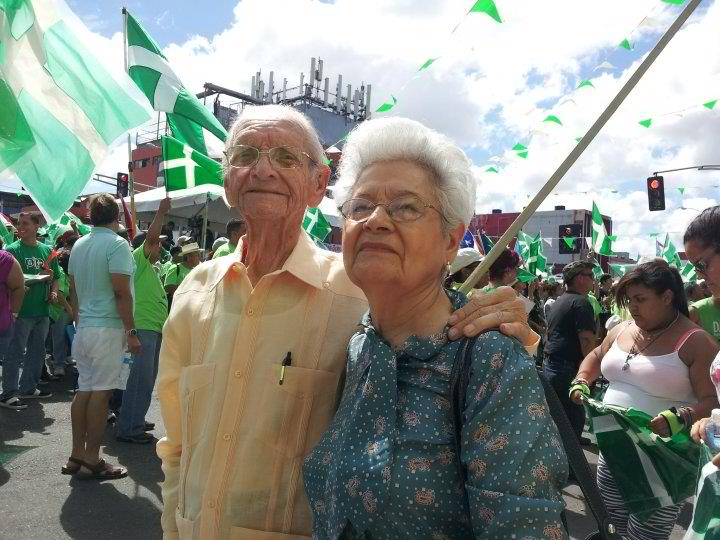
V pozadí vlajky 'Partido Independentista Puertorriqueño'

Partido Independentista Puertorriqueño zkratkou PIP (česky Portorická strana nezávislosti, Strana pro nezávislost Portorika) je portorická sociálně demokraticky orientovaná politická strana usilující o nezávislost Portorika.
V portorické sněmovně a senátu má v současnosti (volby 2004) po jednom poslanci (sněmovna má 51 členů, senát 27) a je tak nejslabší ze 4 portorických stran zastoupených v parlamentu.
Jejím současným předsedou je Rubén Berríos Martínez. Strana se ostře vyhraňovala proti Válce v Iráku.

Portorická vlajka je inspirována vlajkou kubánskou i vlajkou USA, příznivci svazku s USA používají spíš tmavě modrou barvu (podobný odstín jako vlajka USA), příznivci samostatnosti světle modrou

## Historie
Strana byla založena v roce 1946 Gilbertem Concepción de Gracia a je tak druhou nejstarší politickou portorickou stranou (nejstarší je Partido Popular Democrático, Lidová demokratická strana). Svůj největší úspěch zažila ve volbách v roce 1972. Rok poté schválila na stranickém shromáždění návrh svého předsedy Rubéna Berríose Martíneze, kterým odmítla marxismus a přiklonila se k sociálně demokratickému směru.
Ve volbách v roce 2004 straně hrozilo, že se nedostane do parlamentu, nakonec však své parlamentní zastoupení obhájila a za stranu byla do sněmovny poprvé zvolena žena (María de Lourdes Santiago).
Pro volby v roce 2020 byl kandidátem strany Juan Dalmau. Získal 175 402 hlasů a umístil se na čtvrtém místě s rekordem 13,58 % hlasů, což je druhý nejlepší volební výkon v historii PIP. Vzhledem k tomu, že Movimiento Victoria Ciudadana (Hnutí za vítězství občanů) získalo 179 265 hlasů a umístilo se na třetím místě s 13,95 % hlasů, jde o největší podíl portorických hlasů (27,53 %), jaký kdy získaly levicové strany v Portoriku.

## Významní členové strany
- Rubén Berríos Martínez – předseda, bývalý senátor, čestný předseda Socialistické internacionály
- Manuel Rodríguez Orellana
- Fernando Martín
- María De Lourdes Santiago
- Juan Dalmau Ramírez
- Prof. Edwin Irizarry Mora
- Roberto Iván Aponte
- Dr. Luis Roberto Piñero
- Victor García San Inocencio
- Jorge Fernandez Porto
- Jessica Martínez
- Dr. Gilberto Concepción de Gracia – zakladatel strany